# Sança de Barcelona
Sança de Barcelona (v 1057 - 1095), comtessa consort de Cerdanya.

## Orígens familiars
Filla del comte de Barcelona Ramon Berenguer I i la seva tercera esposa, Almodis de la Marca. Era neta per línia paterna de Berenguer Ramon I i Sança de Castella, i per línia materna de Bernat I de la Marca. Fou germana petita dels comtes de Barcelona Berenguer Ramon II i Ramon Berenguer II.
A la mort del seu pare (1076), encara era fadrina i, en el testament d'aquest, fou posada sota la bajulia de Guerau Alemany de Cervelló, "fins que es casés".

## Núpcies i descendents
Es casà després del 1076 amb Guillem I de Cerdanya, comte de Cerdanya i de Berga. D'aquest matrimoni en nasqueren dos fills:
- Guillem II de Cerdanya (?-1109), comte de Cerdanya, comte de Conflent i comte de Berga
- Bernat I de Cerdanya (?-1118), comte de Cerdanya, comte de Conflent i comte de Berga